# Округ Ли (Тексас)
Округ Ли (енгл. Lee County) је округ у америчкој савезној држави Тексас. По попису из 2010. године број становника је 16.612.

## Демографија
Према попису становништва из 2010. у округу је живело 16.612 становника, што је 955 (6,1%) становника више него 2000. године.
| Група             | 2000.          | 2010.          |
| Белци             | 10.724 (68,5%) | 10.798 (65,0%) |
| Афроамериканци    | 1.892 (12,1%)  | 1.807 (10,9%)  |
| Азијати           | 38 (0,2%)      | 55 (0,3%)      |
| Хиспаноамериканци | 2.848 (18,2%)  | 3.724 (22,4%)  |
| Укупно            | 15.657         | 16.612         |